# Abba Superiore
Abba Superiore o Abo (in croato: Gornja Aba) è un isolotto disabitato della Croazia, situato lungo la costa dalmata settentrionale che fa parte delle isole Incoronate. Assieme all'adiacente Abba Piccola, le due isole vengono indicate in alcune carte come scogli Abba. Amministrativamente fa parte del comune di Sale, nella regione zaratina.

## Geografia
L'isolotto, di forma arrotondata, lungo circa 830 m, ha un'altezza massima 75 m, una superficie di 0,225 km² e uno sviluppo costiero di 2,04 km; si trova circa 600 m a sud-est di punta Proversa (rt Čuška), la punta sud-orientale dell'isola Lunga e 420 m a nord-est di Catena. Abba Superiore ripara a nord il tratto di mare compreso tra Catena, Bucci e Incoronata, denominato porto Proversa (luka Proversa).

### Isole adiacenti
- Glavoch (Glamoč), a nord-est.
- Cavoler[11] o Bruscognak[6] (Brskvenjak), isolotto a est, a circa 640 m[2]. Ha una superficie di 0,052 km², uno sviluppo costiero di 0,91 km[1] e l'altezza di 32 m[2] 43°53′25″N 15°14′49″E.
- Abba Piccola (Aba Mala), piccolo scoglio 110 m[2] a sud-est di Abba Superiore con un'area di 317 m²[9] e l'altezza di 4 m[2] 43°53′14″N 15°14′21″E.
- Isolotti Bucci (Buč Veli e Buč Mali), tra Incoronata e Abba Superiore.
- Katinica (o Prijateljica), piccolo scoglio a sud, tra Catena e lo scoglio Bucci, al centro di porto Proversa; ha un'area di 753 m²[9] e l'altezza di 4 m[2] 43°52′53″N 15°13′51″E.

### Cartografia
- (HR) Mappa topografica della Croazia 1:25000, su preglednik.arkod.hr. URL consultato il 27 febbraio 2017.
- G. Giani, Carta prospettiva delle Comuni censuarie della Dalmazia, foglio 2, 1839. Fondo Miscellanea cartografica catastale, Archivio di Stato di Trieste.
- Carta di cabottaggio del mare Adriatico, foglio VII, Milano, Istituto geografico militare, 1822-1824. URL consultato il 18 ottobre 2020 (archiviato dall'url originale il 13 aprile 2013).